# 日誉
日誉（にちよ、弘治2年（1556年） - 寛永17年11月20日（1641年1月1日））は、江戸時代の真言宗の僧侶である。

## 略歴
俗姓は武州望月氏ゆかりの小野寺氏。15歳で剃髪得度し、20歳の時に紀州・根来山に登り学僧となる。天正13年、豊臣秀吉の根来攻めの兵乱を逃れて高野山に登り、後に故郷の武蔵国・百間（現埼玉県南埼玉郡宮代町）の西光院の住職となる。しばらくして奈良・長谷寺にて専誉僧正の教えを受け、さらに智積院の玄宥僧正に随って真言宗の奥義を究める。
徳川家康の知遇と評価を得て、その幕命により慶長17年（1612年）11月、智積院の第三世の能化職に就任する。以降、家康・秀忠の信認厚く、元和元年（1615年）、大坂冬の陣の戦勝祈願の論功により、寺領300石の加増を受ける。さらに、豊臣秀吉が建てた祥雲禅寺を下賜され、改めて五百仏頂山根来寺智積院として智山の基礎を確立した。元和3年（1617年）8月に権僧正に任ぜられ、寛永8年（1631年）冬に能化職を隠退し、寛永17年11月20日、85歳で寂す。